# Necmi Gençalp
Necmi Gençalp, född den 1 januari 1960 i Yozgat, Turkiet, är en turkisk brottare som tog OS-silver i mellanviktsbrottning i fristilsklassen 1988 i Seoul.